# Steinhausen (Suíça)
Steinhausen é uma comuna da Suíça, no Cantão Zug, com cerca de 8 901 habitantes. Estende-se por uma área de 5,1 km², de densidade populacional de 1 745 hab/km². Confina com as seguintes comunas: Baar, Cham, Kappel am Albis (ZH), Knonau (ZH), Zugo (Zug).
A língua oficial nesta comuna é o alemão.